# 肝腎症候群
肝腎症候群（かんじんしょうこうぐん、英: Hepatorenal syndrome、HRS ）は、重度の肝臓疾患を患っている人の腎機能が悪化する疾患である。症状には、尿量の減少、疲労感、吐き気、黄疸（黄色い皮膚）、混乱などがあげられる。合併症には、腎不全などがあげられる。
一般的に、肝硬変患者が罹患する疾患であるが、アルコール性肝炎や肝不全を患っている人にも発症する可能性がある。その他の危険因子には、低血圧や低ナトリウムなどがあげられる。感染症、消化管出血、利尿薬の過剰使用、ACE阻害薬などの薬剤、腹水（腹部に溜まった液体）の排出、手術、などによって誘発されることがある。根本的な機序は、肝臓の障害により腎臓への血流が不十分になることが関与している。これ以外の点では腎臓は正常である。診断は、他の考えられる原因を除外した後、腎機能の臨床検査に基づいておこなわれる。1型の肝腎症候群は腎機能が急激に低下し、2型では利尿薬では改善しない腹水がみられる。
予防には、腎臓に悪影響を与える薬剤の使用を避けること、腹水穿刺後または特発性細菌性腹膜炎をおこした場合にはアルブミンを投与することが含まれる。治療には、静脈内輸液、テルリプレシンかノルエピネフリンとアルブミンの投与によって血圧を上昇させることが含まれる。この他に、経頸静脈的肝内門脈大循環短絡術（TIPS）の設置や透析も選択肢となる可能性がある。1型の場合の転帰は不良であり、2週間以内に死亡することが多いが、2型の場合の治療なしの生存期間は6～12ヶ月である。一般的に、肝移植をおこなわない限り致命的な疾患である。
肝腎症候群は、年間、重度の肝疾患を持つ人の約４％が罹患する。肝硬変や腹水を患っている人の約20％が１年以内、約40％が５年以内に肝腎症候群を発症する。肝腎症候群は、1800年代後半にフレリックス（Frerichs）とフリント（Flint）によって最初に説明された。